# The Speckled Band
Pour plus de détails, voir Fiche technique et Distribution.
The Speckled Band est un film britannique réalisé par George Ridgwell, sorti en 1923.

## Synopsis
Helen Stoner demande à Sherlock Holmes d'enquêter sur des événements étranges qui lui rappellent ce qui s'est passé à l'époque de la mort de sa sœur. 

## Fiche technique
- Titre original : The Speckled Band
- Réalisation : George Ridgwell
- Scénario : Geoffrey H. Malins et Patrick L. Mannock, d'après la nouvelle Le Ruban moucheté d'Arthur Conan Doyle
- Direction artistique : Walter W. Murton
- Photographie : Alfred H. Moise
- Montage : Challis N. Sanderson
- Société de production : Stoll Picture Productions
- Société de distribution : Stoll Picture Productions
- Pays de production :  Royaume-Uni
- Langue originale : anglais
- Format : noir et blanc — 35 mm — 1,37:1 — Film muet
- Genre : Film policier
- Durée : deux bobines
- Date de sortie :
  - Royaume-Uni : mars 1923

## Distribution
- Eille Norwood : Sherlock Holmes
- Hubert Willis : Docteur Watson
- Lewis Gilbert (en) : Docteur Grimsby Roylott
- Cynthia Murtagh : Helen Stoner
- Henry Wilson : le Babouin
- Madame d'Esterre : Mme Hudson